# Сертификации Cisco
Сертификации Cisco (англ. Cisco Career Certifications) — профессиональные сертификации в области информационных технологий для работы с продукцией Cisco Systems. Экзамены принимаются центром тестирования Pearson VUE (ранее экзамены Cisco принимали Prometric, но с 1 августа 2007 года они больше не сотрудничают). Существует 5 уровней сертификации: Entry, Associate, Professional, Expert, Architect, а также отдельная сертификация Specialist. Высшая ступень — Architect (CCAr).

## Начальные Сертификации (Entry Certification)

### Cisco Certified Entry Network Technician (CCENT)
Первый уровень в системе сертификаций Cisco — уровень entry и начинается он с Сертифицированного Техника Сетей Cisco (Сіsco Certified Entry Networking Technician) — CCENT. Это — промежуточный шаг к Associate уровню — сертификациям CCNA и CCDA. Претенденты на статус CCENT должны сдать экзамен 100—105 ICND1.
CCENT покрывает базовые знания сетей и не вдается в более сложные технические аспекты курса обучения Cisco, проверяя основные навыки поддержки малоуровневой сети. Квалифицированные CCENT обладают знаниями и навыками, достаточными чтобы устанавливать, управлять, поддерживать и устранять ошибки в малой сети предприятия или её сегмента, включая сетевую безопасность.

## Сертификации уровня Специалист (Associate)

### Cisco Certified Network Associate (CCNA) Routing and Switching
Наиболее распространённый сертификат из всей линейки сертификации Cisco. Существует два способа получения сертификата — одним экзаменом CCNA Routing and Switching (200—125) или двумя (ICND1 100—105 и ICND2 200—105).
До сентября 2013 года принимались предыдущие версии экзаменов CCNA 640—802 или ICND1 640—822 и ICND2 640—816. Изменения экзаменов связаны с обновлением списка тем, затронутых в нём. Добавились следующие темы:
1. Настройка маршрутизации для IPv6.
2. Настройка многозонного (multi-area) OSPF.
3. Добавлены темы, касающияся безопасности и организации VPN.
4. Добавлена технология EtherChannel.
5. Подразумевается работа с операционной системой IOS 15-й версии.
6. Добавились темы по управлению и мониторингом сетью.
7. Технологии SNMP, Netflow, Syslog.

Сертификат действителен в течение трёх лет; по истечении этого времени обладатель сертификата CCNA должен или пересдать CCNA или ICND экзамен, или сдать экзамен на один из профессиональных сертификатов (Professional Level) (в том числе CCNP) или уровня Специалиста (Specialist level certifications, кроме sales specialist exams), или сдать письменный экзамен CCIE.
Подготовка к экзамену CCNA может проводиться самостоятельно, либо в одной из сетевых академий Cisco, расположенных в более чем 150 странах мира в рамках традиционных учебных заведений. Студенты сетевой академии Cisco могут получить ваучер, дающий право сдачи экзаменa. Критерии получения ваучера и размер предоставляемой скидки могут меняться из года в год.
Программа сетевых академий Cisco распространяется только для студентов этих академий и только на английском языке, самостоятельная подготовка к сертификации возможна при помощи официального руководства — книг издательства CiscoPress на русском языке. Сам экзамен можно сдавать сейчас только на английском языке, перевод новых версий экзамена на русский язык не проводится. В случае сдачи на английском, давались дополнительные 30 минут времени, но в случае сдачи на русском экзаменуемые часто сталкивались с проблемами некорректного или неочевидного перевода терминов.
Для успешной сдачи экзамена необходимо получить более 825 баллов из 1000 возможных, при этом баллы распределяются по вопросам неравномерно. Пропуск вопросов с целью вернуться к ним позже на экзамене не допускается.

### Cisco Certified Design Associate (CCDA)
Сертификация CCDA показывает начальные знания по проектированию сетей Cisco. Обладатели статуса CCDA способны проектировать коммутируемую или маршрутизируемую сеть, состоящую из LAN, WAN и различных сервисов. Хотя сертификат CCNA не обязателен для получения статуса CCDA (экзамен 640—864 DESGN), Cisco рекомендует обладать знаниями в рамках курса CCNA.

### Implementing Cisco IOS Network Security (CCNA Security)
CCNA Security Certification соответствует потребностям IT специалистов, ответственных за сетевую безопасность. Данный сертификат подтверждает знания в рамках таких рабочих ролей, как Специалист по сетевой безопасности (Network Security Specialists), Администратор по безопасности (Security Administrators), и Инженер по поддержке безопасности (Network Security Support Engineers). Данная сертификация проверяет навыки, включающие установку, устранение ошибок и мониторинг системных устройств для поддержки целостности, конфиденциальности и доступности данных и устройств и вырабатывает компетентность в технологиях, используемых Cisco в структурах безопасности.
Студенты, окончившие рекомендуемый Cisco тренинг, обладают знаниями в области базовой безопасности, в равной степени как и умением разрабатывать политики безопасности и просчитывать угрозы. IT организации, нанимающие обладателей сертификата CCNA Security, получают IT персонал, способный разрабатывать безопасность инфраструктуры, распознавать угрозы и уязвимости в сетях, и устранять угрозы безопасности.
Актуальный номер экзамена на декабрь 2015 — 210—260 IINS.

### Introducing Cisco IOS Unified Communications (CCNA Voice)
Сертификация CCNA Voice подтверждает, что вы обладаете востребованными навыками для работы в должностях в области передачи голоса, таких как Администратор голосовых технологий (voice technologies administrator), voice engineer, и voice manager. Сертификация проверяет навыки в технологиях VoIP, таких как IP PBX, IP телефония, handset, контроль вызовов и решения в области голосовой почты. Кандидаты также посвящены в архитектуру Cisco Unified Communications и дизайн, объединяющий мобильность, presence и TelePresence приложения.
Сертификация CCNA Voice подтверждает нанимателю что его персонал обладает сильным фундаментом в области технологий передачи голоса и концепции инфраструктуры; способность выполнять базовую установку, настройку и поддержку продуктов Cisco VoIP, в том числе Smart Business Communications System from 8-250 lines.
На данный момент CCNA Voice доступен для сдачи до 14 августа 2015. Затем заменяется сертификацией CCNA Collaboration.

### Implementing Cisco Unified Wireless Networking Essentials (CCNA Wireless)
CCNA Wireless (Сертифицированный специалист Cisco по беспроводным сетям) Включает навыки, критичные для профессионалов, осуществляющих поддержку беспроводных сетей, в том числе системных администраторов — associate, Специалистов по поддержке беспроводных сетей и управляющих проектами WLAN.
Сертификация CCNA Wireless проверяет навыки претендента в области конфигурирования, тестирования и поддержки беспроводных локальных сетей, использующих оборудование Cisco. Студенты, окончившие рекомендованный Cisco тренинг, обучены с использованием как теоретической информации, так и практических работ, для того чтобы подготовить их к настройке, мониторингу и устранению неполадок в области базовых решений Cisco WLAN. Также, наниматели могут проверить, что их персонал обладает навыками, нужными для работы с беспроводной сетью Cisco WLAN после получения данной сертификации.
Актуальный номер экзамена на Март 2013 года — 640—722 IUWNE.

## Профессиональные Сертификации (Professional)

### Cisco Certified Network Professional (CCNP)
Сертификация CCNP подтверждает профессионализм обладателя и способность работать с сетью средних размеров (100—500 хостов) с использованием таких технологий, как QoS, Broadband, VPN, а также поддерживать её безопасность. Для получения сертификата CCNP соискатель должен обладать сертификатом CCNA и сдать 3 экзамена (данный трек действует с лета 2010 г).
- 642-902 ROUTE: Экзамен по маршрутизации[3].
- 642-813 SWITCH: Экзамен по коммутации[4].
- 642-832 TSHOOT: Экзамен по поиску и устранению неисправностей в объединённых сетях[5].

### Cisco Certified Design Professional (CCDP)
Сертификация CCDP — профессиональная сертификация в области дизайна компьютерных сетей Cisco Systems. Кандидаты проверяются на знание оборудования Cisco и построения на его базе сетей. Для получения сертификата нужен сертификат CCDA. Для сертификаций CCNP and CCDP два экзамена (642—902 ROUTE и 642—813 SWITCH) одинаковы, так что обладатель статуса CCNP может получить сертификат CCDP путём сдачи всего одного экзамена 642—873 ARCH.
Экзамены:
- 642-902 ROUTE: Экзамен по маршрутизации[3].
- 642-813 SWITCH: Экзамен по коммутации[4].
- 642-874 ARCH: Designing Cisco Network Service Architectures (ARCH)[6] — Дизайн сети.

### Cisco Certified Internetwork Professional (CCIP)
CCIP — это профессиональная сертификация в области end-to-end протоколов, используемых в сетях большого масштаба.
Для получения этого сертификата должны быть сданы тесты:
- 642-901 BSCI: Building Scalable Cisco Internetworks либо 642-892 Composite
- 642-642 QOS: Implementing Cisco Quality of Service
- 642-661 BGP: Configuring BGP on Cisco Routers
- 642-611 MPLS: Implementing Cisco MPLS

Либо
- 642-901 BSCI: Building Scalable Cisco Internetworks либо 642-892 Composite
- 642-642 QOS — Implementing Cisco Quality of Service
- 642-691 BGP+MPLS — Configuring BGP on Cisco Routers и Implementing Cisco MPLS

### Cisco Certified Network Professional Security (CCNP Security)
CCNP Security — продвинутая сертификация в области сетевой безопасности. Претенденты на сертификат должны продемонстрировать глубокие знания по безопасности различных продуктов корпорации Cisco.
Для получения статуса CCNP Security требуется актуальный статус CCNA и прохождение экзамена SND, либо наличие сертификата CCNA Security.
Перечень экзаменов, необходимых для сдачи сертификата в настоящее время меняется.

### Сроки действия Professional сертификатов и пересертификация
Для пересертификации сдайте любой 642 из вашей специализации (с 18 августа 2006 года), либо сдайте текущий письменный экзамен CCIE.

## Сертифицированный эксперт Cisco (CCIE, CCDE)
Cisco Certified Internetwork Expert — до января 2010 года высший уровень сертификата. Существует 6 программ для CCIE (Routing and Switching, Service Provider, Security, Wireless, Storage, Voice, а также в марте 2012 года добавлена DataCenter). На 5 марта 2010 во всем мире статусом CCIE обладало 20881 человек.
История CCIE началась в 1993, в оригинале — с двухдневной лабораторной работой, позднее сократившейся до одного дня, как ныне. Меньше 3 % всех Cisco Certified добираются до вершины CCIE. Получение сертификата требует больших денежных затрат (около $1400 за участие в экзамене, а также расходы на проживание и дорогу) и примерно полтора года подготовки. Многие готовятся к лабораторной работе дома, тренируясь на старом оборудовании Cisco и перепродавая его другим после сдачи экзамена. Другие арендуют оборудование удаленно и готовятся через интернет. Симулятором нужного эффекта добиться трудно, хотя разработки эмуляторов аппаратной базы маршрутизаторов серии 2600, 3600, 3700, 7200 эффективно помогают в обучении.
Cisco позиционирует CCIE как самую авторитетную сертификацию в области IT (most respected IT certification), и с 2002 до 2005 она была объявлена таковой по результатам голосования журнала CertCities. Также, она была признана самой технически сложной и объемной сертификацией (CertMag).

### CCIE Routing & Switching
Маршрутизация и коммутация на сегодняшний день является самой популярной программой с 16355 сертифицированных лиц по состоянию на 25 марта 2008 года.
5 мая 2009 года Cisco объявила о новой версии (v 4.0) программы сертификации, которая стала доступна к сдаче 19 октября того же года.
1. Implement Layer 2 Technologies
  1. Implement Spanning Tree Protocol (STP)
    - 802.1d
    - 802.1w
    - 802.1s
    - Loop guard
    - Root guard
    - Bridge protocol data unit (BPDU) guard
    - Storm control
    - Unicast flooding
    - Port roles, failure propagation, and loop guard operation

  2. Implement VLAN and VLAN Trunking Protocol (VTP)
  3. Implement trunk and trunk protocols, EtherChannel, and load-balance
  4. Implement Ethernet technologies
    - Speed and duplex
    - Ethernet, Fast Ethernet, and Gigabit Ethernet
    - PPP over Ethernet (PPPoE)

  5. Implement Switched Port Analyzer (SPAN), Remote Switched Port Analyzer (RSPAN), and flow control
  6. Implement Frame Relay
    - Local Management Interface (LMI)
    - Traffic shaping
    - Full mesh
    - Hub and spoke
    - Discard eligible (DE)

  7. Implement High-Level Data Link Control (HDLC) and PPP
2. Implement IPv4
  1. Implement IP version 4 (IPv4) addressing, subnetting, and variable-length subnet masking (VLSM)
  2. Implement IPv4 tunneling and Generic Routing Encapsulation (GRE)
  3. Implement IPv4 RIP version 2 (RIPv2)
  4. Implement IPv4 Open Shortest Path First (OSPF)
    - Standard OSPF areas
    - Stub area
    - Totally stubby area
    - Not-so-stubby-area (NSSA)
    - Totally NSSA
    - Link-state advertisement (LSA) types
    - Adjacency on a point-to-point and on a multi-access network
    - OSPF graceful restart

  5. Implement IPv4 Enhanced Interior Gateway Routing Protocol (EIGRP)
    - Best path
    - Loop-free paths
    - EIGRP operations when alternate loop-free paths are available, and when they are not available
    - EIGRP queries
    - Manual summarization and autosummarization
    - EIGRP stubs

  6. Implement IPv4 Border Gateway Protocol (BGP)
    - Next hop
    - Peering
    - Internal BorderGateway Protocol (IBGP) and External Border Gateway Protocol (EBGP)

  7. Implement policy routing
  8. Implement Performance Routing (PfR) and Cisco Optimized Edge Routing (OER)
  9. Implement filtering, route redistribution, summarization, synchronization, attributes, and other advanced features
3. Implement IPv6
  1. Implement IP version 6 (IPv6) addressing and different addressing types
  2. Implement IPv6 neighbor discovery
  3. Implement basic IPv6 functionality protocols
  4. Implement tunneling techniques
  5. Implement OSPF version 3 (OSPFv3)
  6. Implement EIGRP version 6 (EIGRPv6)
  7. Implement filtering and route redistribution
4. Implement MPLS Layer 3 VPNs
  1. Implement Multiprotocol Label Switching (MPLS)
  2. Implement Layer 3 virtual private networks (VPNs) on provider edge (PE), provider (P), and customer edge (CE) routers
  3. Implement virtual routing and forwarding (VRF) and Multi-VRF Customer Edge (VRF-Lite)
5. Implement IP Multicast
  1. Implement Protocol Independent Multicast (PIM) sparse mode
  2. Implement Multicast Source Discovery Protocol (MSDP)
  3. Implement interdomain multicast routing
  4. Implement PIM Auto-Rendezvous Point (Auto-RP), unicast rendezvous point (RP), and bootstrap router (BSR)
  5. Implementmulticast tools, features, and source-specific multicast
  6. Implement IPv6 multicast, PIM, and related multicast protocols, such as Multicast Listener Discovery (MLD)
6. Implement Network Security
  1. Implement access lists
  2. Implement Zone Based Firewall
  3. Implement Unicast Reverse Path Forwarding (uRPF)
  4. Implement IP Source Guard
  5. Implement authentication, authorization, and accounting (AAA) (configuring the AAA server is not required, only the client-side (IOS) is configured)
  6. Implement Control Plane Policing (CoPP)
  7. Implement Cisco IOS Firewall
  8. Implement Cisco IOS Intrusion Prevention System (IPS)
  9. Implement Secure Shell (SSH)
  10. Implement 802.1x
  11. Implement NAT
  12. Implement routing protocol authentication
  13. Implement device access control
  14. Implement security features
7. Implement Network Services
  1. Implement Hot Standby Router Protocol (HSRP)
  2. Implement Gateway Load Balancing Protocol (GLBP)
  3. Implement Virtual Router Redundancy Protocol (VRRP)
  4. Implement Network Time Protocol (NTP)
  5. Implement DHCP
  6. Implement Web Cache Communication Protocol (WCCP)
8. Implement Quality of Service (QoS)
  1. Implement Modular QoS CLI (MQC)
    - Network-Based Application Recognition (NBAR)
    - Class-based weighted fair queuing (CBWFQ), modified deficit round robin (MDRR), and low latency queuing (LLQ)
    - Classification
    - Policing
    - Shaping
    - Marking
    - Weighted random early detection (WRED) and random early detection (RED)
    - Compression

  2. Implement Layer 2 QoS: weighted round robin (WRR), shaped round robin (SRR), and policies
  3. Implement link fragmentation and interleaving (LFI) for Frame Relay
  4. Implement generic traffic shaping
  5. Implement Resource Reservation Protocol (RSVP)
  6. Implement Cisco AutoQoS
9. Troubleshoot a Network
  1. Troubleshoot complex Layer 2 network issues
  2. Troubleshoot complex Layer 3 network issues
  3. Troubleshoot a network in response to application problems
  4. Troubleshoot network services
  5. Troubleshoot network security
10. Optimize the Network
  1. Implement syslog and local logging
  2. Implement IP Service Level Agreement SLA
  3. Implement NetFlow
  4. Implement SPAN, RSPAN, and router IP traffic export (RITE)
  5. Implement Simple Network Management Protocol (SNMP)
  6. Implement Cisco IOS Embedded Event Manager (EEM)
  7. Implement Remote Monitoring (RMON)
  8. Implement FTP
  9. Implement TFTP
  10. Implement TFTP server on router
  11. Implement Secure Copy Protocol (SCP)
  12. Implement HTTP and HTTPS
  13. Implement Telnet
11. Evaluate proposed changes to a Network
  1. Evaluate interoperability of proposed technologies against deployed technologies
    - Changes to routing protocol parameters
    - Migrate parts of a network to IPv6
    - Routing Protocol migration
    - Adding multicast support
    - Migrate spanning tree protocol
    - Evaluate impact of new traffic on existing QoS design

  2. Determine operational impact of proposed changes to an existing network
    - Downtime of network or portions of network
    - Performance degradation
    - Introducing security breaches

  3. Suggest Alternative solutions when incompatible changes are proposed to an existing network
    - Hardware/Software upgrades
    - Topology shifts
    - Reconfigurations

## Сертифицированный специалист Cisco по архитектуре систем (Cisco Certified Architect, CCAr)
Cisco добавила новую, самую высокую ступень сертификации.
Программа призвана подтверждать уровень экспертизы, позволяющий поддерживать постоянно усложняющиеся сети глобальных организаций, а также эффективно выражать бизнес-стратегии в требованиях к инфраструктуре.

### Требования к кандидату
Необходимо наличие действующего сертификата Cisco Certified Design Expert (CCDE).